# میلوش ولیکوویچ
میلوش ولیکوویچ (سیریلیک صربی: Милош Вељковић؛ زادهٔ ۲۶ سپتامبر ۱۹۹۵) بازیکن فوتبال اهل صربستان است.
از باشگاه‌هایی که در آن بازی کرده‌است می‌توان به تاتنهام هاتسپر، میدلزبرو، چارلتون اتلتیک و وردر برمن اشاره کرد.
وی همچنین در تیم ملی فوتبال صربستان بازی کرده‌است.